# Topaz (ort i Australien)
Topaz är en ort i Australien. Den ligger i kommunen Tablelands och delstaten Queensland, omkring 1 300 kilometer nordväst om delstatshuvudstaden Brisbane. Antalet invånare är 294.
Runt Topaz är det mycket glesbefolkat, med 6 invånare per kvadratkilometer.. Närmaste större samhälle är Malanda, omkring 15 kilometer nordväst om Topaz. 
I omgivningarna runt Topaz växer i huvudsak städsegrön lövskog. Genomsnittlig årsnederbörd är 2 169 millimeter. Den regnigaste månaden är mars, med i genomsnitt 496 mm nederbörd, och den torraste är oktober, med 36 mm nederbörd.